# 下北信用金庫

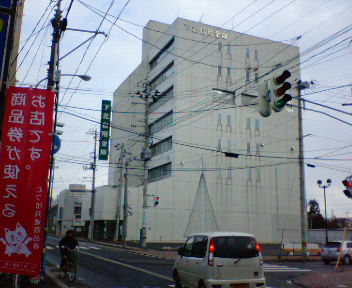
下北信用金庫 本店

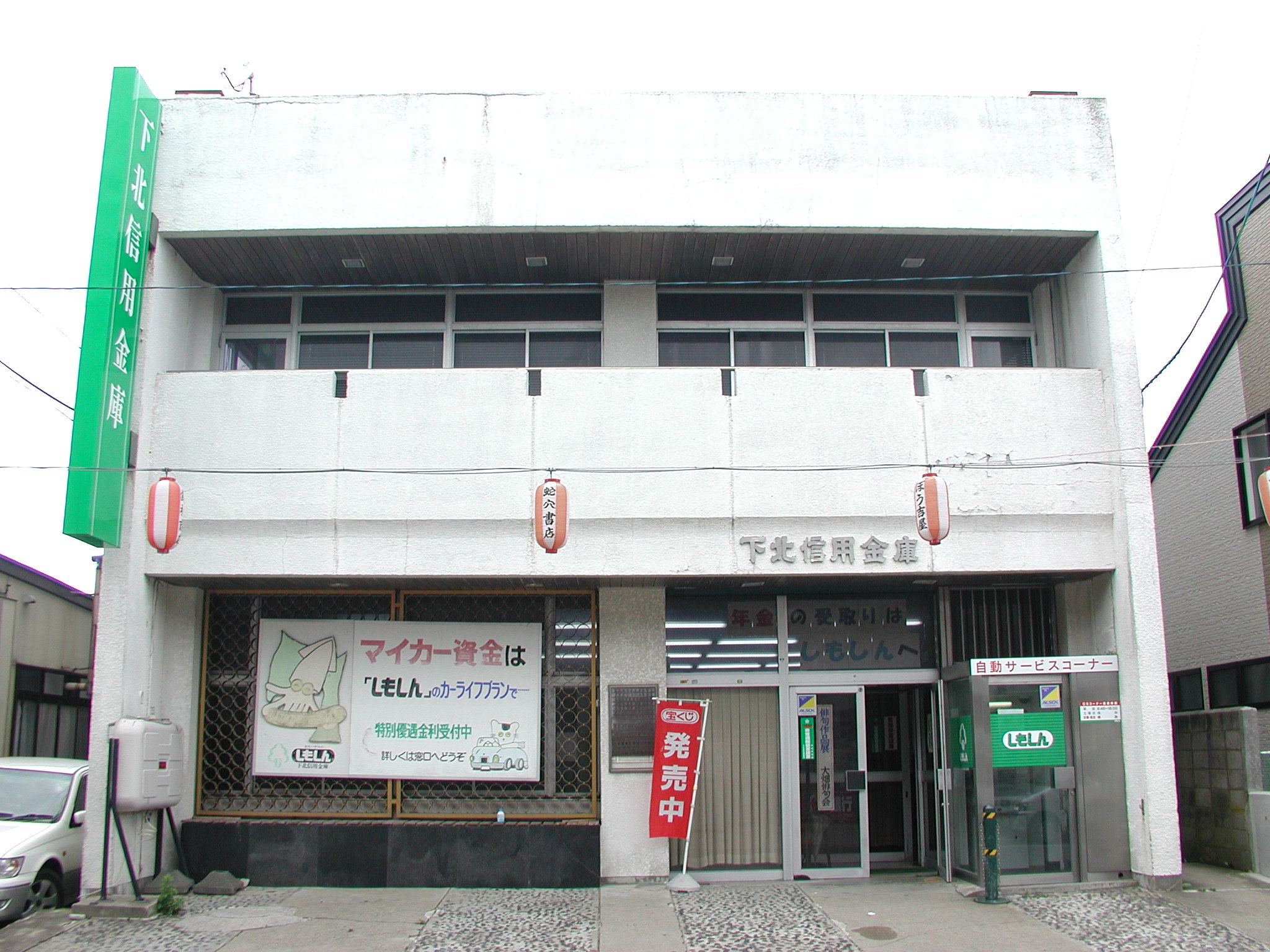
下北信用金庫 大畑支店

下北信用金庫（しもきたしんようきんこ）は、かつて青森県むつ市に本店を置いていた、本州で当時最北の信用金庫。略称は「しもしん」。

## 概要
むつ市に本店を置き、主に下北半島の地域を中心に営業活動が行われていた。
県内で唯一合併経験のなかった信用金庫であったが、2009年11月9日をもって、あおもり・八戸の県内3信用金庫と合併して「青い森信用金庫」となり、しもしんは約59年の歴史に幕を下ろした。

## 沿革
- 1950年10月 - 産業組合法に基づき、大畑信用組合を設立。
- 1953年6月 - 信用金庫法に基づき、大畑信用金庫に名称変更。
- 1954年11月 - 下北信用金庫に名称変更。
- 1978年6月 - 本店をむつ市柳町1丁目に移転。
- 2009年11月 - あおもり・八戸（存続金庫）の2信用金庫と合併（新名称は青い森信用金庫）、新金庫の本部・本店を八戸信金の本部・本店所在地に置く。

## 事業区域
- むつ市・下北郡全域及び、上北郡のうちの野辺地町と横浜町と六ヶ所村

## 店舗
八戸・あおもり信金との合併時点では、むつ市の田名部地区・大湊地区・旧大畑町・旧川内町、大間町、風間浦村、佐井村、横浜町に1店舗ずつ、全8店舗を展開していた（他に東通村には店舗外ATMのみが設置されていた）。

## totoの払い戻し店
スポーツ振興くじ(toto)当選券の払い戻しはむつ市柳町一丁目の本店のみで取り扱っていた。

## 合併後の対応
合併の際、しもしん本店が「青い森信用金庫 下北営業部」となる以外、金庫名のみの改称となった。なお、コード順が大畑支店と下北営業部が入替になった。
2010年11月に川内支店と佐井支店、2012年11月に横浜支店、2020年3月に大畑出張所、2020年11月に風間浦出張所が廃止された。2022年11月に大湊支店が下北営業部と統合移転により廃止される予定である。